# Ida Rapaičová
Ida Rapaičová (ur. 22 sierpnia 1943 w Bratysławie) – słowacka aktorka, teatrolog i polityk.
Po ukończeniu Wyższej Szkoły Sztuk Scenicznych  w Bratysławie (słow. Vysoká škola múzických umení) w 1963 związała się na długie lata z teatrem Nová Scéna. Nagrywała na potrzeby teatru radiowego, pracując również przy tworzeniu dublażu filmowego. Obecnie jest wykładowcą Akademii Umiejętności w Bańskiej Bystrzycy.
W 1994 Rapaičová została wybrana do Słowackiej Rady Narodowej z ramienia Ruchu na rzecz Demokratycznej Słowacji.

## Filmografia
- 2009: Odsouzené
- 1994: Národný hriešnik
- 1994: Gendúrovci
- 1993: Kráľ umiera
- 1993: Tanec lásky a smrti
- 1993: Pod vládou ženy aj na svitaní
- 1991: Mário, zapískaj...!
- 1991: Mastný hrniec
- 1991: Ružová Anička
- 1989: Roky přelomu
- 1987: Smrť s fotografiou
- 1985: Mlynárka z Arcosu
- 1984: Vzbúrené mesto
- 1984: Tajomný ostrov
- 1984: Atomová katedrála jako Daniela
- 1983: Chrobák v hlave
- 1983: Miniatúry zo Slovenska (dokumentalny)
- 1982: Tušenie jako Verona
- 1982: Smrť pána Golužu jako Eva
- 1982: Predčasné leto jako matka
- 1982: Rozmar
- 1982: Slávne dievčatko
- 1981: Pasca
- 1980: Horacius
- 1980: Macbeth
- 1978: Buky podpolianske
- 1978: Melodie bílého klavíru
- 1977: Zrcadlení jako sekretarka
- 1977: Ťapákovci
- 1976: Obhajoba sa nekoná
- 1975: Pacho, hybský zbojník jako Erdodyová
- 1975: Leto s Katkou
- 1975: Akce v Istanbulu jako Gitta
- 1974: V každém pokoji žena jako Vlata
- 1973: Skrytý prameň jako Judita
- 1973: Nikogo nie ma w domu jako mama
- 1972: Duhový luk
- 1972: Rosa na tráve
- 1972: Tkáčka Maruška
- 1972: V stolnom meste Kyjeve
- 1971: Ametystový kvet
- 1971: Hľadači svetla jako Daniela
- 1970: Eden a potom... jako Violetta
- 1970: Rekviem za rytierov jako Lucia
- 1968: Ta třetí jako Eva
- 1968: Úsmev Mony Lízy
- 1967: Stud jako Saša
- 1966: Drotár
- 1965: Kubo
- 1965: Neprebudený

## Słowacki dubbing
- 1989: Montiho čardáš jako Ikoja
- 1985: Tichá radosť jako dr Galová
- 1984: Lev Tolstoj jako Šurajevová
- 1978: Krutá ľúbosť jako Kristka
- 1977: Advokátka jako Zuzka Štrbíková
- 1975: Šepkajúci fantóm jako Betka
- 1975: Tetované časom jako Viera
- 1974: V každom počasí jako Ľudka Rybanská
- 1972: Tie malé výlety jako Iveta
- 1970: Eden a potom... jako Violeta